# Перший уряд Арсенія Яценюка
Перший уряд Арсенія Яценюка — 17-й Кабінет Міністрів України, що працював із 27 лютого 2014 року до 27 листопада 2014 року у складі коаліції депутатських фракцій «Європейський вибір» у Верховній Раді України VII скликання.

## Голосування кандидатури Прем'єр-міністра України
27 лютого 2014 року Верховна Рада України прийняла постанову № 800-VII «Про призначення Яценюка А. П. Прем'єр-міністром України», затвердивши кандидатуру Арсенія Яценюка на посаду Прем'єр-міністра України: за призначення проголосував 371 депутат.
| Депутатська група (фракція)                        | За  | Проти | Утрималося | Не голосувало | Відсутні |
| -------------------------------------------------- | --- | ----- | ---------- | ------------- | -------- |
| ▌Партія регіонів                                   | 93  | 1     | 0          | 8             | 20       |
| ▌ВО «Батьківщина»                                  | 85  | 0     | 0          | 0             | 3        |
| ▌УДАР                                              | 40  | 0     | 0          | 0             | 2        |
| ▌Суверенна європейська Україна (депутатська група) | 34  | 0     | 0          | 1             | 2        |
| ▌ВО «Свобода»                                      | 36  | 0     | 0          | 0             | 0        |
| ▌Комуністична партія України                       | 0   | 0     | 0          | 32            | 0        |
| ▌Економічний розвиток (депутатська група)          | 31  | 0     | 0          | 0             | 1        |
| ▌Позафракційні                                     | 52  | 0     | 2          | 2             | 4        |
| Загалом (449)                                      | 371 | 1     | 2          | 43            | 32       |

## Вимоги до формування
Майдан через своє представництво, Коло народної довіри, висунув вимоги до кандидатів на посади в Кабінет Міністрів України і щодо проведення аудиту міністерств перед початком діяльності уряду та зобов'язання, щоб всі міністерства викладати інформацію про витрати в Інтернеті.

## Склад уряду

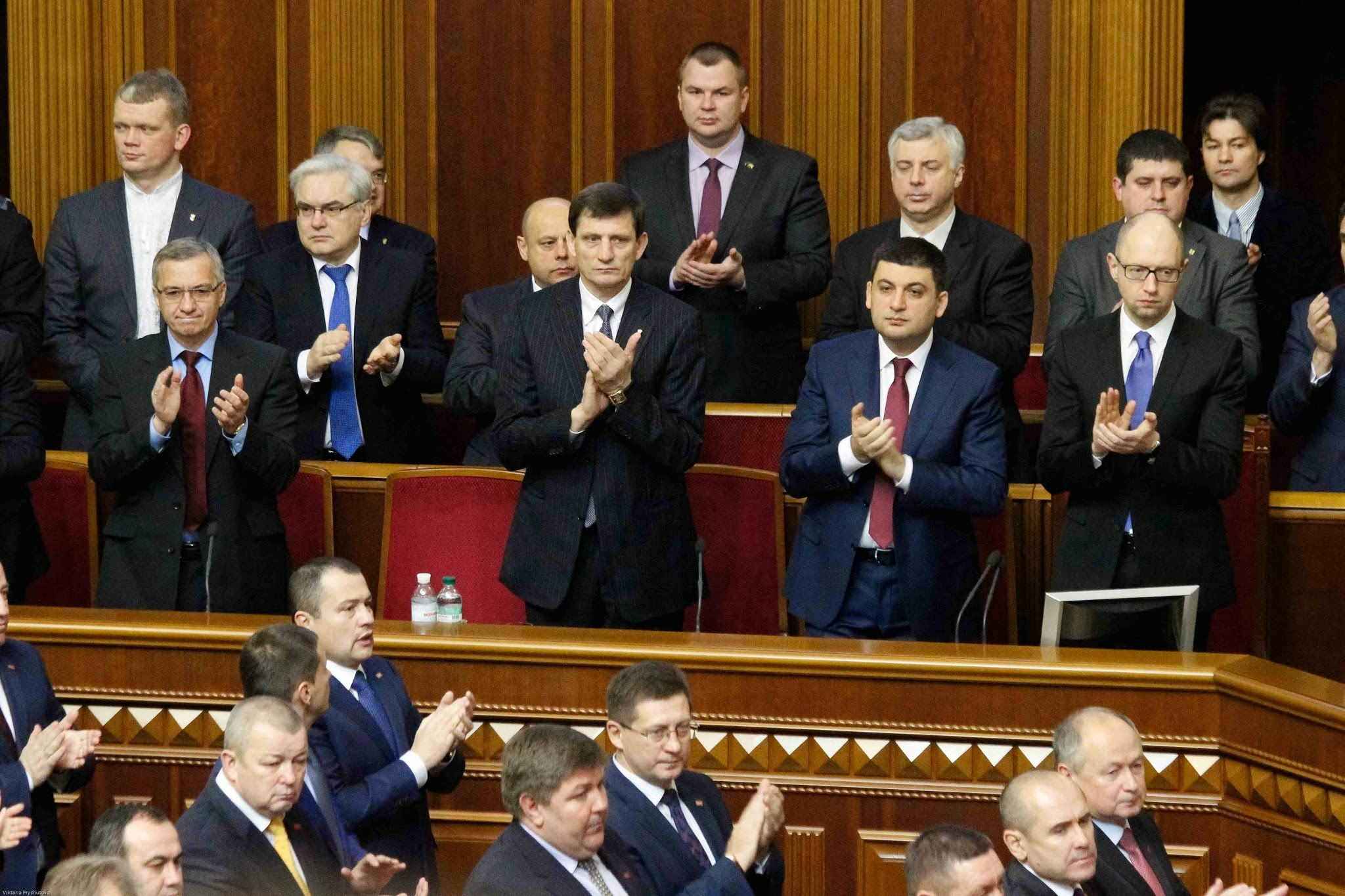
Перший уряд Яценюка в день прийняття повноважень перед новообраною Верховною Радою

Більшість міністрів була затверджена постановою Верховної Ради України № 802-VII «Про формування складу Кабінету Міністрів України». Виконувачі обов'язків міністрів закордонних справ і оборони, які призначаються за поданням Президента України, призначені окремими постановами. Посади міністра доходів і зборів та міністра промислової політики лишилися вакантними. Ці міністерства згодом були реорганізовані.
1 березня було ліквідоване Міністерство доходів і зборів, натомість відновлені податкова і митна служби. 27 травня цю постанову скасовано і на базі Міндоходів утворено Державну фіскальну службу.
23 березня було реорганізоване Міністерство промислової політики шляхом приєднання до Міністерства економічного розвитку і торгівлі.
25 березня замість Ігора Тенюха виконувачем обов'язків міністра оборони призначено Михайла Коваля.
19 червня Андрія Дещицю звільнено від виконання обов'язків міністра закордонних справ, Віталія Ярему звільнено з посади першого віце-прем'єра, міністром закордонних справ призначено Павла Клімкіна.
3 липня Михайла Коваля звільнено від виконання обов'язків міністра оборони, новим міністром оборони призначено Валерія Гелетея.
2 вересня Павла Шеремету звільнено з посади економічного розвитку і торгівлі.
3 вересня виконувачем міністра економічного розвитку і торгівлі призначено Анатолія Максюту.
8 жовтня виконувачем обов'язків міністра економічного розвитку і торгівлі призначено Валерія Пятницького.
27 листопада уряд склав повноваження перед новообраною Верховною Радою.
2 грудня міністри звільнені з посад постановою ВРУ.

### Віце-прем'єр-міністри
| Фото                        | Посада | Очільник                     | Сфера                          | Партійність   | Час перебування на посаді     |
| --------------------------- | ------ | ---------------------------- | ------------------------------ | ------------- | ----------------------------- |
| Перший віце-прем'єр-міністр |        | Ярема Віталій Григорович     | правоохоронний та силовий блок | позапартійний | 27 лютого — 19 червня 2014    |
| Віце-прем'єр-міністр        |        | Сич Олександр Максимович     | гуманітарна політика           | ВО «Свобода»  | з 27 лютого 2014 року         |
| Віце-прем'єр-міністр        |        | Гройсман Володимир Борисович | регіональна політика           | позапартійний | 27 лютого — 27 листопада 2014 |

### Міністри
| Фото                                                                                     | Посада | Очільник                             | Партійність      | Повноваження                              |
| ---------------------------------------------------------------------------------------- | ------ | ------------------------------------ | ---------------- | ----------------------------------------- |
| Міністр юстиції України                                                                  |        | Петренко Павло Дмитрович             | ВО «Батьківщина» | з 27 лютого 2014 року                     |
| Міністр молоді та спорту України                                                         |        | Булатов Дмитро Сергійович            | позапартійний    | з 27 лютого 2014 року                     |
| Міністр культури України                                                                 |        | Нищук Євген Миколайович              | позапартійний    | з 27 лютого 2014 року                     |
| Міністр освіти і науки України                                                           |        | Квіт Сергій Миронович                | позапартійний    | з 27 лютого 2014 року                     |
| Міністр економічного розвитку і торгівлі України                                         |        | Шеремета Павло Михайлович            | позапартійний    | 27 лютого 2014 року — 2 вересня 2014 року |
| Міністр економічного розвитку і торгівлі України                                         |        | Максюта Анатолій Аркадійович (в. о.) | позапартійний    | 3 вересня — 8 жовтня 2014                 |
| Міністр економічного розвитку і торгівлі України                                         |        | Пятницький Валерій Тезійович (в. о.) | позапартійний    | з 8 жовтня 2014 року                      |
| Міністр охорони здоров'я України                                                         |        | Мусій Олег Степанович                | позапартійний    | з 27 лютого 2014 року                     |
| Міністр праці та соціальної політики України                                             |        | Денісова Людмила Леонтіївна          | ВО «Батьківщина» | з 27 лютого 2014 року                     |
| Міністр екології та природних ресурсів України                                           |        | Мохник Андрій Володимирович          | ВО «Свобода»     | з 27 лютого 2014 року                     |
| Міністр закордонних справ України                                                        |        | Дещиця Андрій Богданович (в. о.)     | позапартійний    | 27 лютого — 19 червня 2014 року           |
| Міністр закордонних справ України                                                        |        | Клімкін Павло Анатолійович           | позапартійний    | з 19 червня 2014 року                     |
| Міністр аграрної політики та продовольства України                                       |        | Швайка Ігор Олександрович            | ВО «Свобода»     | з 27 лютого 2014 року                     |
| Міністр енергетики та вугільної промисловості України                                    |        | Продан Юрій Васильович               | позапартійний    | з 27 лютого 2014 року                     |
| Міністр внутрішніх справ України                                                         |        | Аваков Арсен Борисович               | ВО «Батьківщина» | з 27 лютого 2014 року                     |
| Міністр оборони України                                                                  |        | Тенюх Ігор Йосипович (в. о.)         | ВО «Свобода»     | 27 лютого — 25 березня 2014               |
| Міністр оборони України                                                                  |        | Коваль Михайло Володимирович (в. о.) | позапартійний    | 25 березня — 3 липня 2014                 |
| Міністр оборони України                                                                  |        | Гелетей Валерій Вікторович           | позапартійний    | 3 липня — 14 жовтня 2014                  |
| Міністр оборони України                                                                  |        | Полторак Степан Тимофійович          | позапартійний    | з 14 жовтня 2014 року                     |
| Міністр регіонального розвитку, будівництва та житлово-комунального господарства України |        | Гройсман Володимир Борисович         | позапартійний    | з 27 лютого 2014 року                     |
| Міністр інфраструктури України                                                           |        | Бурбак Максим Юрійович               | ВО «Батьківщина» | з 27 лютого 2014 року                     |
| Міністр фінансів України                                                                 |        | Шлапак Олександр Віталійович         | позапартійний    | з 27 лютого 2014 року                     |
| Міністр Кабінету Міністрів України                                                       |        | Семерак Остап Михайлович             | ВО «Батьківщина» | з 27 лютого 2014 року                     |

## Діяльність

### Програма діяльності
Верховна Рада України схвалила Програму діяльності Кабінету Міністрів України постановою від 27 лютого 2014 року № 799-VII. Цілями і завданнями уряду визначені:
1. Забезпечення суверенітету, територіальної цілісності і недоторканності України.
2. Підписання Угоди про асоціацію з Європейським Союзом, невідкладна імплементація її положень. Виконання всіх необхідних умов для якнайшвидшого досягнення безвізового режиму з країнами Європейського Союзу для українських громадян.
3. Розвиток всебічних добросусідських стосунків з Російською Федерацією в усіх сферах, на новій, дійсно рівноправній основі, яка враховує як даність незворотній європейський вибір України і перспективу її членства в ЄС.
4. Відновлення програм співпраці з МВФ та виконання всіх умов, необхідних для отримання допомоги від МВФ та ЄС.
5. Невідкладна стабілізація фінансової ситуації. Жорстка економія бюджетних коштів. Ретельний перегляд чинних податкових пільг, виданих на індивідуальній чи галузевій основі, на предмет їх реальної ефективності у сприянні розвитку та соціальної доцільності. Кардинальне зменшення різного роду субсидій, які викривлюють умови конкуренції, дестабілізують державні фінанси та сприяють поширенню корупції.
6. Забезпечення справедливого правосуддя. Відновлення зруйнованих «судовою реформою» 2010 р. гарантій самостійності судової влади та незалежності суддів.
7. Реформування правоохоронних органів, забезпечення ефективності їх діяльності, дотримання принципу верховенства права, прозорості та підзвітності суспільству.
8. Повне та всебічне розслідування фактів загибелі людей, вчинення інших злочинів, пов'язаних з проведенням масових акцій протесту у листопаді 2013 р. — лютому 2014 р. Спрямування головних зусиль на виявлення та притягнення до кримінальної відповідальності організаторів та виконавців цих злочинів.
9. Формування нової системи влади на принципах верховенства права, відкритості і прозорості діяльності органів державної влади. Рішуча та системна протидія корупції, передусім у вищих органах державної влади. Створення Національного антикорупційного бюро.
10. Проведення люстрації передусім правоохоронних органів та судів, з метою очищення їх від тих, хто зловживав владою, порушував конституційні права людини і громадянина.
11. Забезпечення жорсткого контролю з боку суспільства за використанням бюджетних коштів. Забезпечення прозорості державних закупівель. Скорочення видатків на утримання влади, скасування необґрунтованих пільг високопосадовцям.
12. Прийняття (у короткостроковій перспективі) необхідних непопулярних рішень щодо цін і тарифів, із запровадженням відповідних компенсаторних механізмів адресного характеру.
13. Реформа політичної системи та виборчого законодавства. Створення ефективних механізмів запобігання узурпації державної влади та порушення принципу її поділу на законодавчу, виконавчу та судову.
14. Забезпечення чесних і прозорих президентських виборів 2014 р.
15. Демонополізація економіки. Усунення обмежень для конкуренції і штучних преференцій окремим суб'єктам господарської діяльності. Розширення свободи підприємницької діяльності, істотне скорочення функцій адміністративного регулювання економіки.
16. Відновлення довіри з боку інвесторів до України, заохочення іноземних інвестицій. Запровадження прозорих і єдиних правил для всіх суб'єктів економічної діяльності.
17. Захист прав власників та інвесторів. Гарантування державою недоторканності прав власності та зміцнення інституту власності як основи ринкової системи господарювання.
18. Забезпечення енергетичної безпеки і енергозбереження. Реформа енергетичного сектору відповідно до вимог Договору про створення Енергетичного співтовариства, у тому числі III енергетичного пакету ЄС. Поступове заміщення імпортного газу газом власного видобування. Диверсифікація джерел і шляхів поставок енергоресурсів. Реалізація довгострокової державної програми підвищення енергоефективності. Істотне зменшення на цій основі потреб економіки в імпорті енергоресурсів.
19. Формування і здійснення виваженої і послідовної державної гуманітарної політики, яка ґрунтуватиметься на врахуванні етнічного, культурного, конфесійного різноманіття українського суспільства. Забезпечення безумовного дотримання прав громадян та всіх суспільних груп (соціокультурних, мовних, конфесійних тощо) на отримання освіти та інформації, на спілкування рідною мовою, на свободу совісті (віросповідання та церковно-релігійного самовизначення).
20. З метою поширення використання державної мови в інформаційному, освітньому, культурному просторах, у побуті і суспільних комунікаціях, здійснення всебічного державного сприяння національним українським культурним індустріям, виробництву якісного україномовного інформаційного, культурного, освітнього продукту та його просуванню в тому числі за допомогою новітніх технологій. Захист державної та інших мов згідно з вимогами статті 10 Конституції України.
21. Негайне припинення практики необґрунтованого закриття шкіл, забезпечення доступу до якісної освіти як соціального ліфту — незалежно від рівня матеріального забезпечення родин. Децентралізація управління системою освіти. Забезпечення зв'язку освіти з вимогами сучасного ринку праці.
22. Недопущення скорочення мережі медичних установ, забезпечення доступності якісних медичних послуг для громадян країни. Запровадження комплексу заходів із стимулювання добровільного медичного страхування.
23. Повернення капіталів, що перебувають та зареєстровані в Республіці Кіпр, офшорних зонах та інших юрисдикціях, які дозволяють незаконно уникати оподаткування в Україні.

### Зміни в оподаткуванні
З прийняттям Верховною Радою України Закону України «Про запобігання фінансової катастрофи та створення передумов для економічного зростання в Україні» відбулися такі зміни в системі оподаткування:
- Фіксація ставки ПДВ на рівні 20 %, податку на прибуток — 18 %.
- Запроваджено пенсійний збір при купівлі валюти в розмірі 0,5 %.
- Введено ПДВ на ліки в розмірі 7 %.
- Посилення оподаткування посилок з-за кордону. Досі міжнародні поштові відправлення вартістю до 300 євро не обкладалися ПДВ. Тепер поріг вартості знижений до 150 євро.
- Податок на нерухомість будуть нараховувати на загальну площу (понад 120 м2).
- Прибутковий податок будуть нараховувати за прогресивною шкалою. Відповідно до прийнятого закону, ставка 15 % залишиться для щомісячних доходів, що не перевищують десять прожиткових мінімумів (12,18 тис. грн.). Особи, які заробляють на місяць від 10 до 17 прожиткових мінімумів (12,18 — 20,706 тис. грн.), Будуть платити 17 %; від 17 до 33 мінімумів (20,706 — 40,194 тис. грн.) — 20 %; від 33 до 66 (40,194 — 80,388 тис. грн.) — 25 %; боле 66 (від 80,388 тис. грн.) прожиткових мінімумів — 30 %.
- Ставки акцизного збору на алкогольні напої та тютюнові вироби будуть підвищені на 25 %, а на пиво — на 42,5 %.
- Правоохоронні органи — МВС, СБУ, Управління держохорони, прокуратура — повинні оптимізувати чисельність співробітників. У МВС передбачається звільнити 79,4 тис. осіб (з 324,4 до 245 тис.), в СБУ — 3,35 тис. (з 33,5 до 30,15 тис.), в Управлінні держохорони — 299 осіб (з 2993 до 2694) і в прокуратурі — 2,263 тис. осіб (з 22,63 до 20,367 тис.).
- Скорочення розміру пенсій держслужбовцям, суддям, прокуророрам, слідчим, працівникам органів місцевого самоврядування, дипломатам та ін.
- Допомога при народженні дитини становитиме 41,28 тис. грн., не залежно яка це за рахунком дитина.

## Оцінка діяльності і критика
28 березня 2014 року Правий сектор провів демострацію під стінами Верховної Ради України з вимогою відставки Міністра внутрішніх справ України Арсена Авакова, якого звинувачують в смерті Олександра Музичка.
25 липня кандидат в Президенти України Вадим Рабінович зазначив:
|  | Ніяких серйозних економічних інструментаріїв щодо виправлення ситуації новий уряд не те, що не виробив, - він навіть не намітив ці шляхи пунктиром. Протягом всього часу Кабмін нам говорив про виживання, - і жодного перспективного проекту, жодної пропозиції, як країні не врятуватися, а як стати розвинутою, динамічною країною!.. І ось в цьому краху було знайдено ідеальне рішення: сьогодні "стійкий" прем'єр пішов у відставку, і якщо завтра раптом щось станеться в економіці - він не винен, бо він попереджав. А ми в черговий раз будемо різними неймовірними шляхами розбирати все те, що вони наробили з тепер вже попереднім урядом ... |

Голова Комітету економістів України Андрій Новак зазначає, що Україна за останніх пів року отримала від міжнародних інституцій 6,5 млрд доларів США позики, однак Уряд неефективно використовує кошти і навіть не може стабілізувати гривню, яка девальвувала на 70 %, оскільки зайнятий самозбагаченням. Віддавати ж позику прийдеться простим громадянам.
За свідченнями Ігоря Шевченка, що був звільнений з посади Міністра економіки 2 липня 2015, «частина кабміну повністю працює на маніпулятивні схеми Яценюка», пропозиції Яценюка часто носять «лобістський характер з елементами корупції», частина рішень Кабміну приймається без голосувань.